# Ведель, Лупольд фон
Лупольд фон Ведель (нем. Lupold von Wedel, 25 января 1544, Кремцов — 13 июня 1612/1615, там же) — немецкий писатель

-путешественник, предводитель ландскнехтов и землевладелец.

## Биография
Сын Курта (Курдта) фон Веделя (ум. 1552) и его второй жены Анны фон Борке (ум. 1573) из Регенвальде. После смерти отца некоторое время посещал школу в Старгарде, но вскоре стал пажом и оруженосцем у наёмника Фольрада фон Мансфельда, с которым путешествовал и сражался по всей Германии.
В период с 1561 по 1606 год как солдат, а позже — как глава ландскнехтов, путешествовал по Европе. В 1566 году принял участие в кампании против турок в Венгрии, сражался в 1575 и 1591 годах со своей кавалерией на стороне протестантов в гугенотов во Франции, в Кёльнской войне и в Страсбургской епископальной войне 1583/1584 и 1592/1593. Он путешествовал по Святой Земле, посетил Египет (1578/1579), Италию, Испанию и Португалию (1580/1581), с августа 1584 по май 1585 — Англию и Шотландию. Записи о его пребывании во Франконии (1593) и Карлсбаде также представляют историческую ценность.
Ведель женился только в возрасте 54-х лет 13 сентября 1598 года на Анне фон Эйкштедт (ок. 1560 — 1629), дочери канцлера герцогства Померания-Вольгаст Валентина фон Эйкштедта (1527—1579).